# 로버트 3세

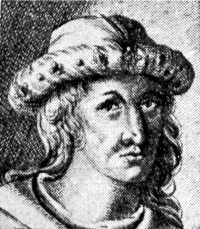
로버트 3세

로버트 3세(스코트어: Robert III, 1337년경 또는 1340년경 ~ 1406년 4월 4일)는 스코틀랜드 왕국의 왕(재위: 1390년 4월 19일 ~ 1406년 4월 4일)이다. 왕위에 오르기 전엔 캐릭 백작이었으며 본명은 존 스튜어트(John Stewart)로 왕위에 오른뒤 로버트로 개명하였다.
1384년 부친 로버트 2세의 대리인이 되었으나 1388년 오터번 전투(Battle of Otterburn)로 인해 측근 제임스 더글라스를 잃고 말발굽에 차인 후유증으로 절름발이가 되었다. 전투로 인해 세력을 잃고 동생 파이프 영주 월터 스튜어트에게 왕의 대리인 자격을 빼앗겼다. 2년 후 왕위에 등극하지만 동생 올버니 공작 로버트 스튜어트의 권력이 막강하여 제대로 된 왕권을 펼치지 못하였다.